# The A List
The A List è il secondo album del gruppo musicale pop a1, pubblicato nel dicembre 2000 dall'etichetta discografica Sony BMG.
Il disco è stato promosso dai singoli di successo Take on Me, cover dell'omonimo brano degli a-ha, e Same Old Brand New You, entrambi piazzatisi al primo posto delle classifiche dei singoli britannica e norvegese. È stato pubblicato come singolo anche il brano No More.

## Tracce
CD (Sony Music Distribution #501195)
1. Take on Me – 3:34 (Paul Waaktaar-Savoy, Magne Furuholmen, Morten Harket)
2. Same Old Brand New You – 4:15 (Ben Adams, Christian Ingebrigtsen, Mark Read, Eric Foster White)
3. No More – 3:40 (S. Bensusen, C. Cueni, L. Robbins, D. Sharpe)
4. One More Try – 3:29 (Christian Ingebrigtsen, Ben Adams, Paul Marazzi, Mark Read)
5. The Things We Never Did – 4:08 (Ben Adams, Christian Ingerbrigtsen, Paul Marazzi, Mark Read)
6. Too Bad Baby – 3:04 (A. Greggs, B. Daymond, Mark Read, Ben Adams, Christian Ingebrigtsen)
7. Nothing but Trouble – 3:21 (A. Thompson, A. Carlson)
8. Tomorrow – 3:51 (Mark Read, Ben Adams, Christian Ingebrigtsen)
9. She Doesn't See Me – 4:27 (J. Jacques Goldman, Roland Ramonelli, Ben Adams, Christian Ingebrigtsen, Mark Read, Paul Marazzi)
10. Scared – 3:28 (Mark Read, G. Read)
11. Celebrate Our Love – 3:19 (Mark Read)
12. Living the Dream – 3:54 (Peter Cunnah, T. Nichols)
13. I Wonder Why – 3:46 (Ben Adams, Christian Ingebrigtsen)
14. I'll Take the Tears – 4:24 (Ben Adams, C. Good)
15. One in Love – 4:13 (Ben Adams, Paul Marazzi)

Durata totale: 56:53

## Classifiche
| Classifica (1999) | Posizione raggiunta |
| ----------------- | ------------------- |
| Norvegia          | 4                   |
| Regno Unito       | 14                  |
| Danimarca         | 23                  |